# Le Bois-Plage-en-Ré
Pour les articles homonymes, voir Bois (homonymie) et Bois (communes).
Le Bois-Plage-en-Ré est une commune du Sud-Ouest de la France, située sur l'île de Ré dans le département de la Charente-Maritime (région Nouvelle-Aquitaine).
Ses habitants sont appelés les Boitais et les Boitaises.

## Géographie

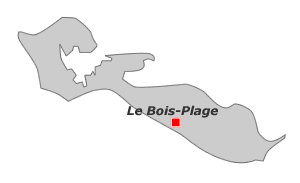
Situation du Bois-Plage sur l'île de Ré.

### Communes limitrophes
|                    | Saint-Martin-de-Ré  |                    |
| La Couarde-sur-Mer | du Bois-Plage-en-Ré | La Flotte          |
|                    | Océan Atlantique    | Sainte-Marie-de-Ré |

- Village sur la côte sud de l'île de Ré.
- Intègre le bourg du Morinand et celui du Rouland.
- Plage de sable sur plusieurs kilomètres, dunes.

## Urbanisme

### Typologie
Au 1er janvier 2024, Le Bois-Plage-en-Ré est catégorisée petite ville, selon la nouvelle grille communale de densité à 7 niveaux définie par l'Insee en 2022.
Elle appartient à l'unité urbaine du Le Bois-Plage-en-Ré, une unité urbaine monocommunale constituant une ville isolée,. Par ailleurs la commune fait partie de l'aire d'attraction de La Flotte, dont elle est une commune du pôle principal,. Cette aire, qui regroupe 4 communes, est catégorisée dans les aires de moins de 50 000 habitants,.
La commune, bordée par l'océan Atlantique, est également une commune littorale au sens de la loi du 3 janvier 1986, dite loi littoral. Des dispositions spécifiques d’urbanisme s’y appliquent dès lors afin de préserver les espaces naturels, les sites, les paysages et l’équilibre écologique du littoral, tel le principe d'inconstructibilité, en dehors des espaces urbanisés, sur la bande littorale des 100 mètres, ou plus si le plan local d’urbanisme le prévoit.

### Occupation des sols
L'occupation des sols de la commune, telle qu'elle ressort de la base de données européenne d’occupation biophysique des sols Corine Land Cover (CLC), est marquée par l'importance des territoires agricoles (47,6 % en 2018), en diminution par rapport à 1990 (49,8 %). La répartition détaillée en 2018 est la suivante : 
zones agricoles hétérogènes (28,4 %), forêts (28,4 %), zones urbanisées (18,2 %), cultures permanentes (15,1 %), espaces verts artificialisés, non agricoles (4,7 %), prairies (4,1 %), espaces ouverts, sans ou avec peu de végétation (1,2 %). L'évolution de l’occupation des sols de la commune et de ses infrastructures peut être observée sur les différentes représentations cartographiques du territoire : la carte de Cassini (XVIIIe siècle), la carte d'état-major (1820-1866) et les cartes ou photos aériennes de l'IGN pour la période actuelle (1950 à aujourd'hui).

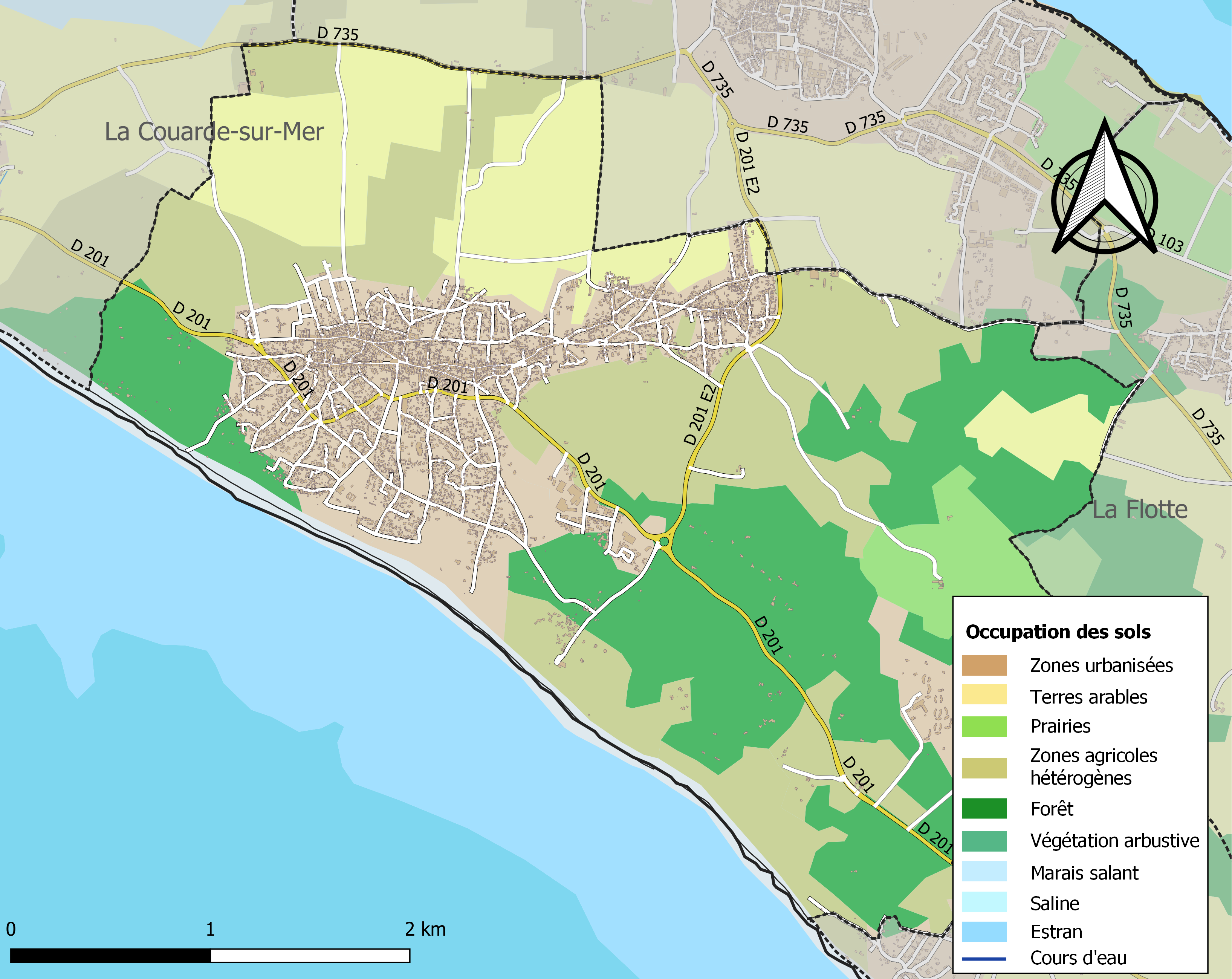
Carte des infrastructures et de l'occupation des sols de la commune en 2018 (CLC).

## Économie
- Agriculture, vigne, produits maraîchers, pommes de terre, ostréiculture.
- Tourisme.

## Jumelages
- Lazzate (Italie)[11]
- Philippsburg (Allemagne)

## Histoire
En 1927, la commune Le Bois devient Le Bois-Plage-en-Ré.
Le Bois-Plage-en-Ré est actuellement le regroupement de trois hameaux qui par la croissance démographique du XXe siècle ont fusionné : le Bois-Plage, le Rouland, et le Morinand.

## Politique et administration

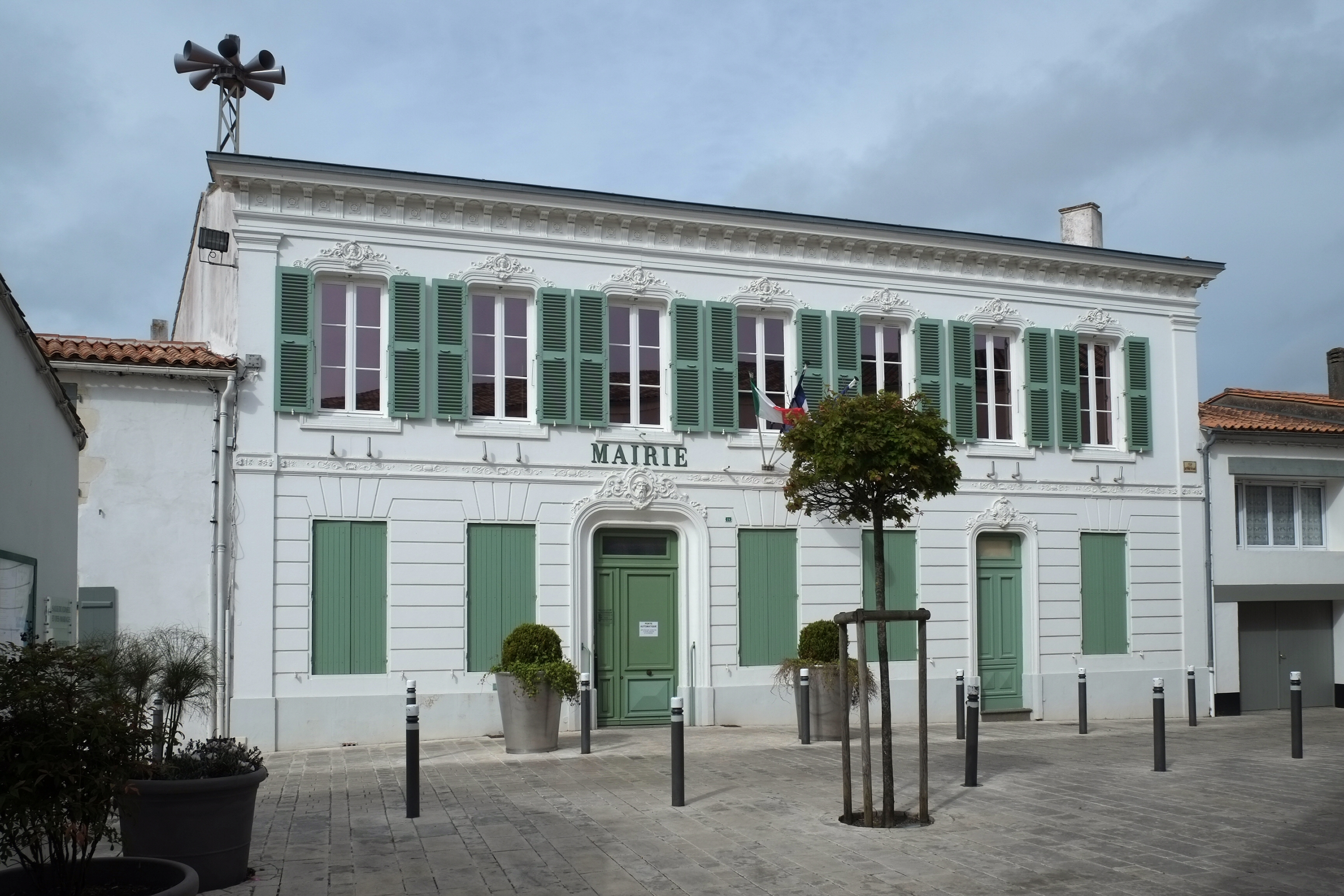
Mairie du Bois-Plage-en-Ré.

### Liste des maires
(1) Décédé en 1956

(2) Pas d'information en mairie pour la période de 1925 à 1947

(3) Réélu en 1925

(4) Est élu le 14 mai, mais démissionne le 17 août 1900

(5) Est réélu le 20 mai 1888, mais refuse le poste

## Historique des élections municipales

### Élections de 1989
| Liste conduite par | Nombre de candidats | %     | Voix (moyenne des listes) | Élu(s) |
| ------------------ | ------------------- | ----- | ------------------------- | ------ |
| Alain Mercier      |                     | 68,0% | 621                       |        |
| Morin              |                     | 32,0% | 292                       |        |

### Élections de 1995
| Liste conduite par | Nombre de candidats | %     | Voix (moyenne des listes) | Élu(s) |
| ------------------ | ------------------- | ----- | ------------------------- | ------ |
| Jean Le Mao        |                     | 40,4% | 569                       |        |
| Alain Mercier      |                     | 37,4% | 526                       |        |
| Menesguen          | 1                   | 22,2% | 312                       |        |

| Liste conduite par | Nombre de candidats | %     | Voix (moyenne des listes) | Élu(s) |
| ------------------ | ------------------- | ----- | ------------------------- | ------ |
| Jean Le Mao        |                     | 39,7% | 558                       |        |
| Alain Mercier      |                     | 39,2% | 550                       |        |
| Menesguen          | 1                   | 21,1% | 296                       |        |

### Élections de 2001
| Liste conduite par | Nombre de candidats | %      | Voix (moyenne des listes) | Élu(s) |
| ------------------ | ------------------- | ------ | ------------------------- | ------ |
| Jean Le Mao        |                     | 60,7 % | 748                       |        |
| Alain Mercier      |                     | 39,3%  | 484                       |        |

### Élections de 2008
| Liste conduite par   | Nombre de candidats | %      | Voix (moyenne des listes) | Élu(s) |
| -------------------- | ------------------- | ------ | ------------------------- | ------ |
| Jean-Pierre Gaillard | 19                  | 40,8 % | 599                       |        |
| Gérard Marieau       | 19                  | 33,3 % | 490                       |        |
| Patrick Noirez       | 12                  | 11,2 % | 165                       |        |
| Robert Grignon       | 11                  | 6,9 %  | 101                       |        |
| Bernard Dorin        | 11                  | 5,0 %  | 66                        |        |
| Max-Henri Mary       | 1                   | 3,3 %  | 49                        |        |

| Liste conduite par   | Nombre de candidats | %      | Voix (moyenne des listes) | Élu(s) |
| -------------------- | ------------------- | ------ | ------------------------- | ------ |
| Jean-Pierre Gaillard | 19                  | 55,1 % | 819                       | 16     |
| Gérard Marieau       | 19                  | 44,9 % | 666                       | 3      |

## Démographie

### Évolution démographique
L'évolution du nombre d'habitants est connue à travers les recensements de la population effectués dans la commune depuis 1793. Pour les communes de moins de 10 000 habitants, une enquête de recensement portant sur toute la population est réalisée tous les cinq ans, les populations de référence des années intermédiaires étant quant à elles estimées par interpolation ou extrapolation. Pour la commune, le premier recensement exhaustif entrant dans le cadre du nouveau dispositif a été réalisé en 2007.

En 2022, la commune comptait 2 177 habitants, en évolution de −4,64 % par rapport à 2016 (Charente-Maritime : +4,04 %, France hors Mayotte : +2,11 %).
| 1793  | 1800  | 1806  | 1821  | 1831  | 1836  | 1841  | 1846  | 1851  |
| ----- | ----- | ----- | ----- | ----- | ----- | ----- | ----- | ----- |
| 2 300 | 1 950 | 1 922 | 2 154 | 2 088 | 2 059 | 2 048 | 2 093 | 2 074 |

| 1856  | 1861  | 1866  | 1872  | 1876  | 1881  | 1886  | 1891  | 1896  |
| ----- | ----- | ----- | ----- | ----- | ----- | ----- | ----- | ----- |
| 1 987 | 1 940 | 1 895 | 1 738 | 1 633 | 1 714 | 1 647 | 1 679 | 1 618 |

| 1901  | 1906  | 1911  | 1921  | 1926  | 1931  | 1936  | 1946 | 1954  |
| ----- | ----- | ----- | ----- | ----- | ----- | ----- | ---- | ----- |
| 1 598 | 1 504 | 1 273 | 1 100 | 1 085 | 1 056 | 1 005 | 893  | 1 084 |

| 1962  | 1968  | 1975  | 1982  | 1990  | 1999  | 2006  | 2007  | 2012  |
| ----- | ----- | ----- | ----- | ----- | ----- | ----- | ----- | ----- |
| 1 172 | 1 172 | 1 317 | 1 560 | 2 014 | 2 235 | 2 293 | 2 303 | 2 353 |

| 2017  | 2022  | - | - | - | - | - | - | - |
| ----- | ----- | - | - | - | - | - | - | - |
| 2 248 | 2 177 | - | - | - | - | - | - | - |

### Pyramide des âges
La population de la commune est relativement âgée.
En 2018, le taux de personnes d'un âge inférieur à 30 ans s'élève à 22,6 %, soit en dessous de la moyenne départementale (29 %). À l'inverse, le taux de personnes d'âge supérieur à 60 ans est de 45,9 % la même année, alors qu'il est de 34,9 % au niveau départemental.
En 2018, la commune comptait 1 080 hommes pour 1 166 femmes, soit un taux de 51,91 % de femmes, légèrement inférieur au taux départemental (52,15 %).
Les pyramides des âges de la commune et du département s'établissent comme suit.
| Hommes | Classe d’âge | Femmes |
| ------ | ------------ | ------ |
| 1,6    | 90 ou +      | 1,5    |
| 14,7   | 75-89 ans    | 15,1   |
| 29,2   | 60-74 ans    | 29,8   |
| 18,3   | 45-59 ans    | 18,9   |
| 13,3   | 30-44 ans    | 12,6   |
| 10,5   | 15-29 ans    | 11,8   |
| 12,5   | 0-14 ans     | 10,4   |

| Hommes | Classe d’âge | Femmes |
| ------ | ------------ | ------ |
| 1,1    | 90 ou +      | 2,6    |
| 10,1   | 75-89 ans    | 12,6   |
| 22     | 60-74 ans    | 23,2   |
| 20,1   | 45-59 ans    | 19,7   |
| 16,1   | 30-44 ans    | 15,6   |
| 15,2   | 15-29 ans    | 12,7   |
| 15,4   | 0-14 ans     | 13,6   |

## Lieux et monuments

### Monuments
- Église de Tous-les-Saints.
- Le moulin de Bellerre au Morinand (avant 1627).
- Coopérative vinicole des Vignerons de l'Île de Ré.
- La tour Malakoff.

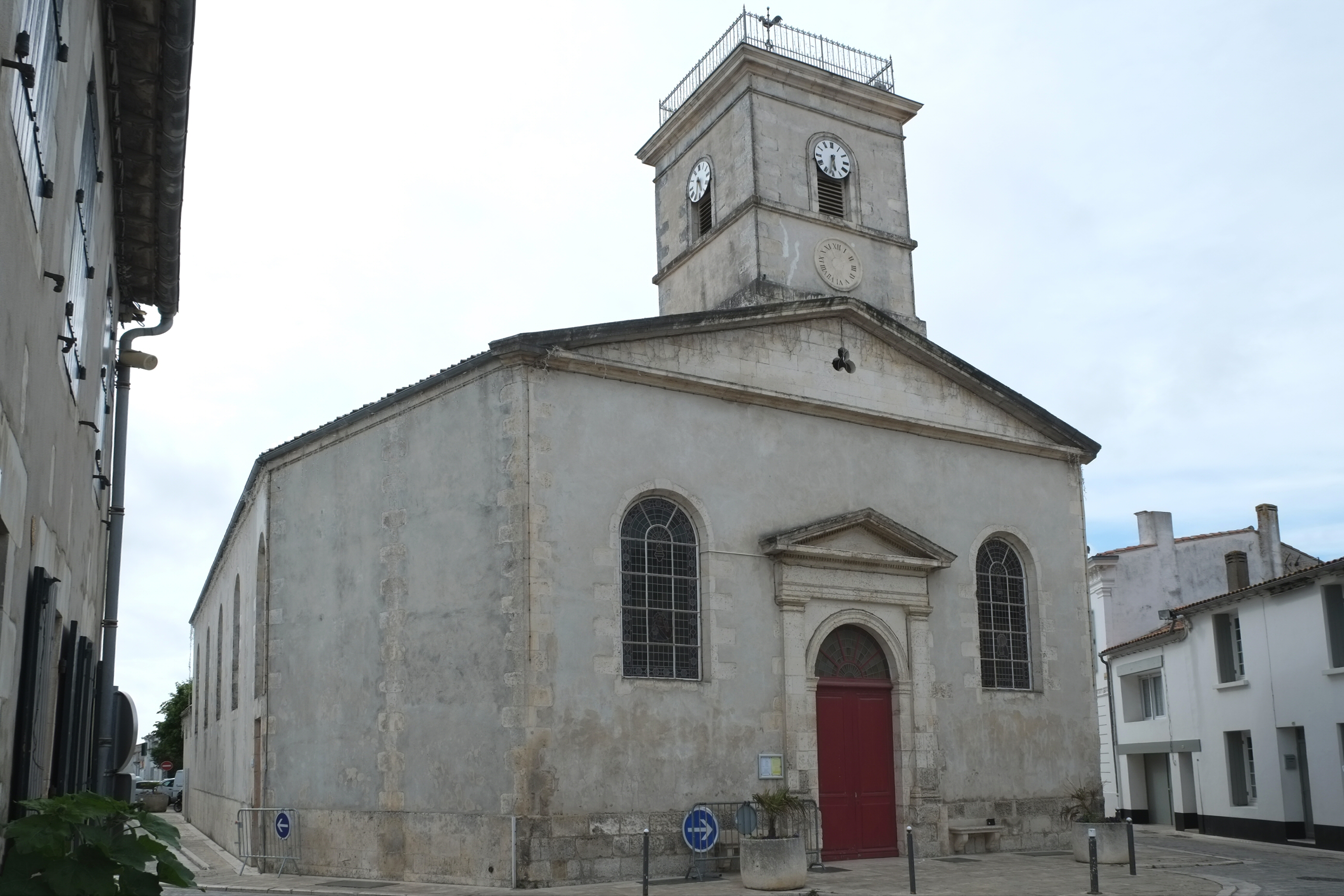
L'église de Tous les Saints
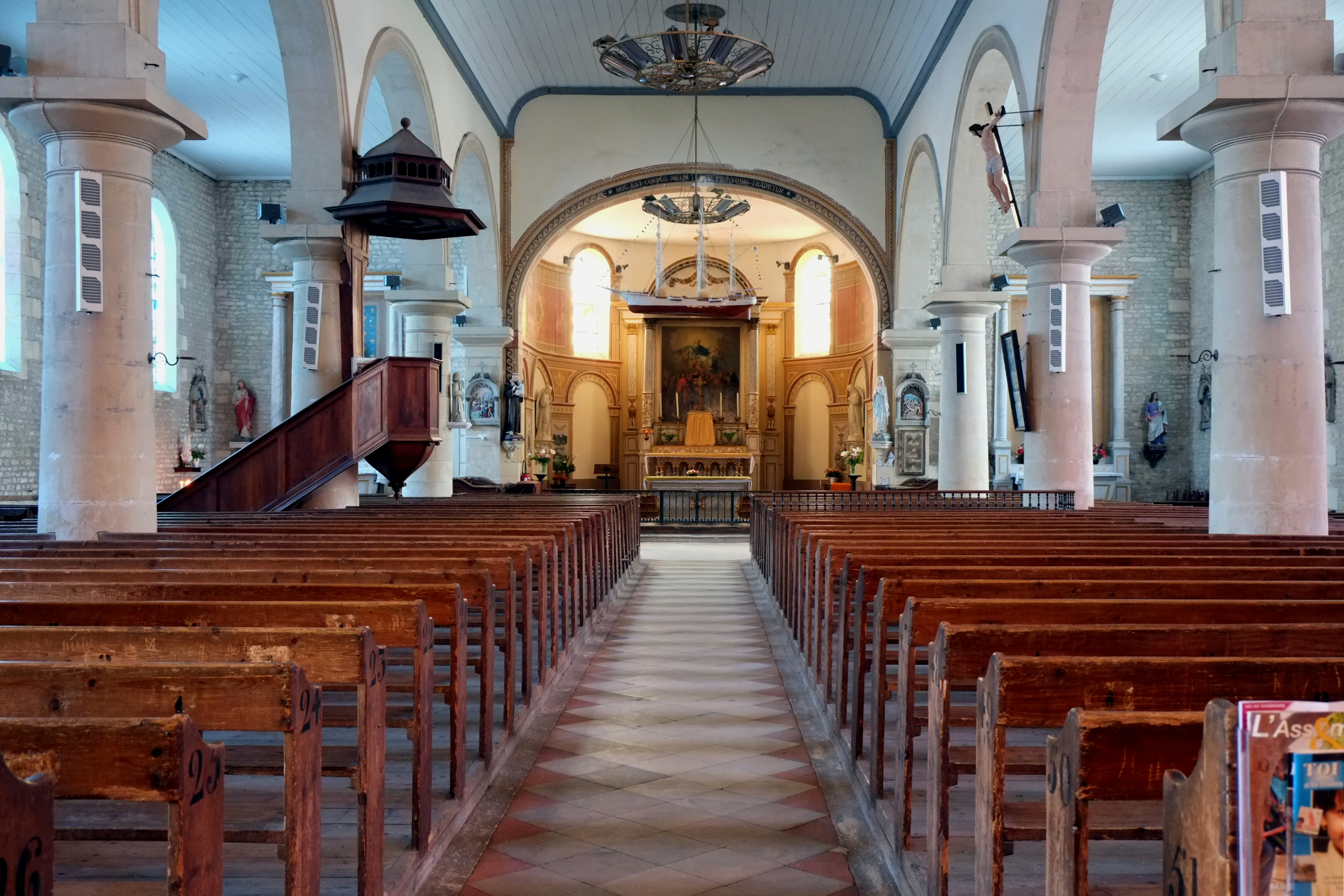
La nef de l'église de Tous les Saints
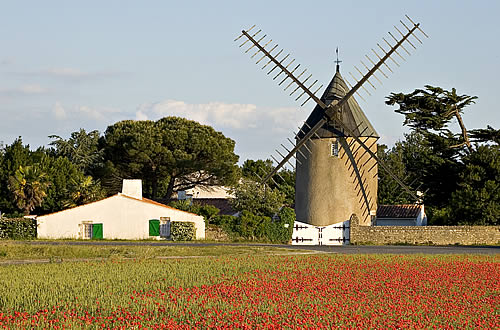
Moulin de Bellerre.
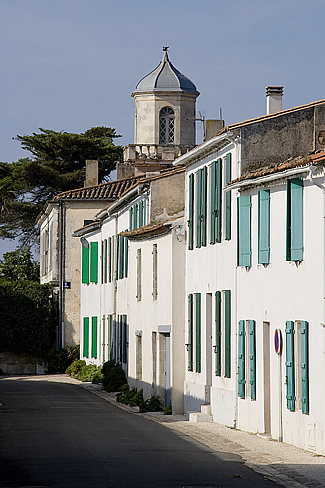
La tour Malakoff.
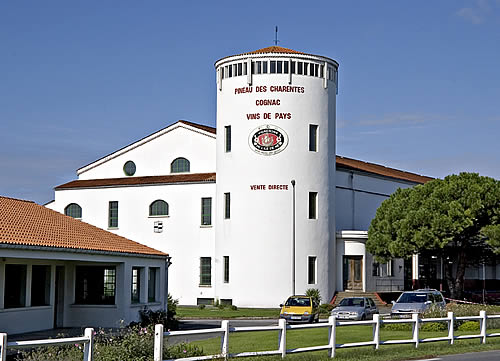
Coopérative vinicole.

### Lieux
Les plages de la commune du Bois-Plage-en-Ré sont les principaux lieux remarquables. Elles s'étendent sur 5 à 6 km. Le marché couvert, associé au marché de plein air, avenue de la Plage et rue de l'Église constituent le plus important marché de l'Île, en été,. Le grand parking à vélo du Gros Jonc est également une curiosité locale, notamment par le nombre de vélos qui y stationnent en été.
Les plages se succèdent du nord-est au sud-est dans cet ordre :
- Port au Vin (aussi appelé Peu Bernard, ou la Batterie à cause des blockhaus qui y sont présents) ;
- Le Petit Sergent ;
- Les Fontaines ;
- Les Brémaudières ;
- Bidon V ;
- Les Gollandières ;
- Les Sauzes ;
- Le Pas des Bœufs ;
- Le Gros-Jonc ;
- Les Gouillauds (spot de surf, et par vent d'ouest pour la planche à voile et le kitesurf).

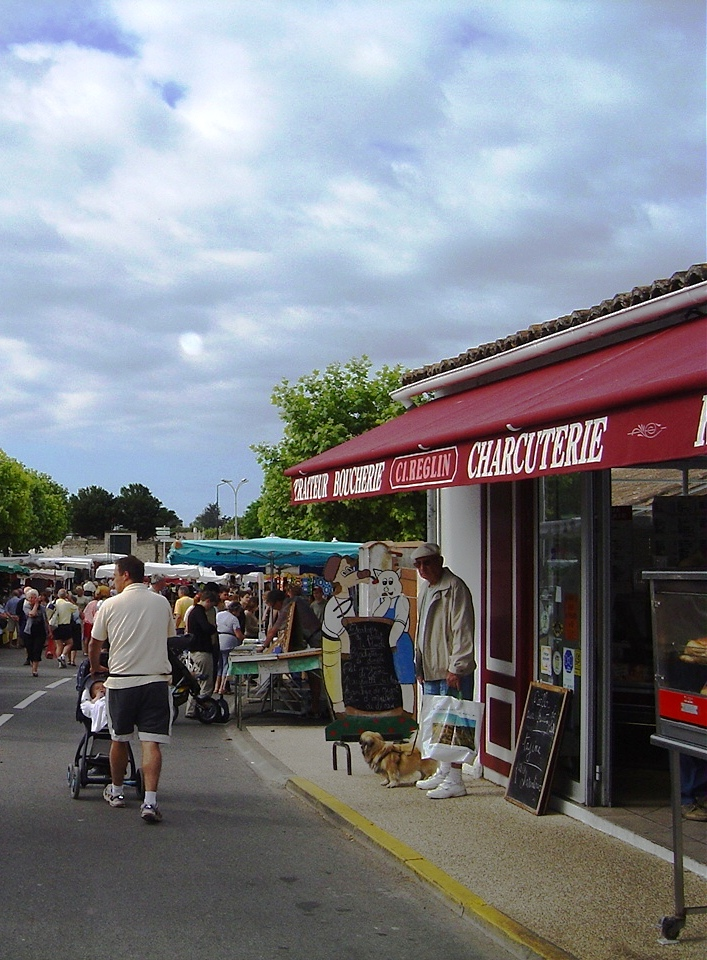
Le marché.
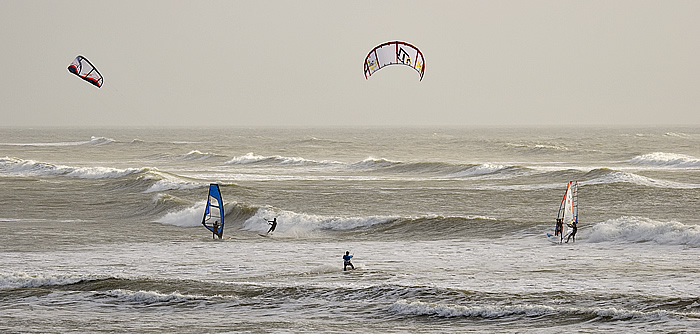
Un endroit réputé pour la pratique du surf, du kitesurf et de la planche à voile.

## Personnalités liées à la commune
- Pierre Garreau (1748-1827), magistrat et homme politique né au Bois-Plage-en-Ré, député de la Charente-Inférieure au Conseil des Cinq-Cents.
- René-Théodore Phelippot, natif de la commune en 1829, il y mourut en 1905 ; il y fut conseiller municipal et maire pendant 22 ans. Collectionneur et créateur d'un musée dans sa maison, à sa mort, ses collections furent rachetées par Ernest Cognacq pour former le fonds des collections du Musée Ernest-Cognacq de Saint-Martin-de-Ré.
- Maurice Dupuis (1914-1977), international de football français, y est décédé.
- Jacques Mouilleron (1940-2023), footballeur français, y est décédé.
- Florent Renard, champion de France 2007 de funboard slalom et vagues.
- Albert Pesché, céramiste renommé y est né et y est décédé.

## Héraldique
| Blason | Blasonnement : D'argent aux quatre fasces ondées d'azur abaissées sous un soleil non figuré rayonnant d'or mouvant de la première et accompagné en chef d'une pomme de pin et d'une grappe de raisin, toutes deux de gueules. |